# 앙되를레크트

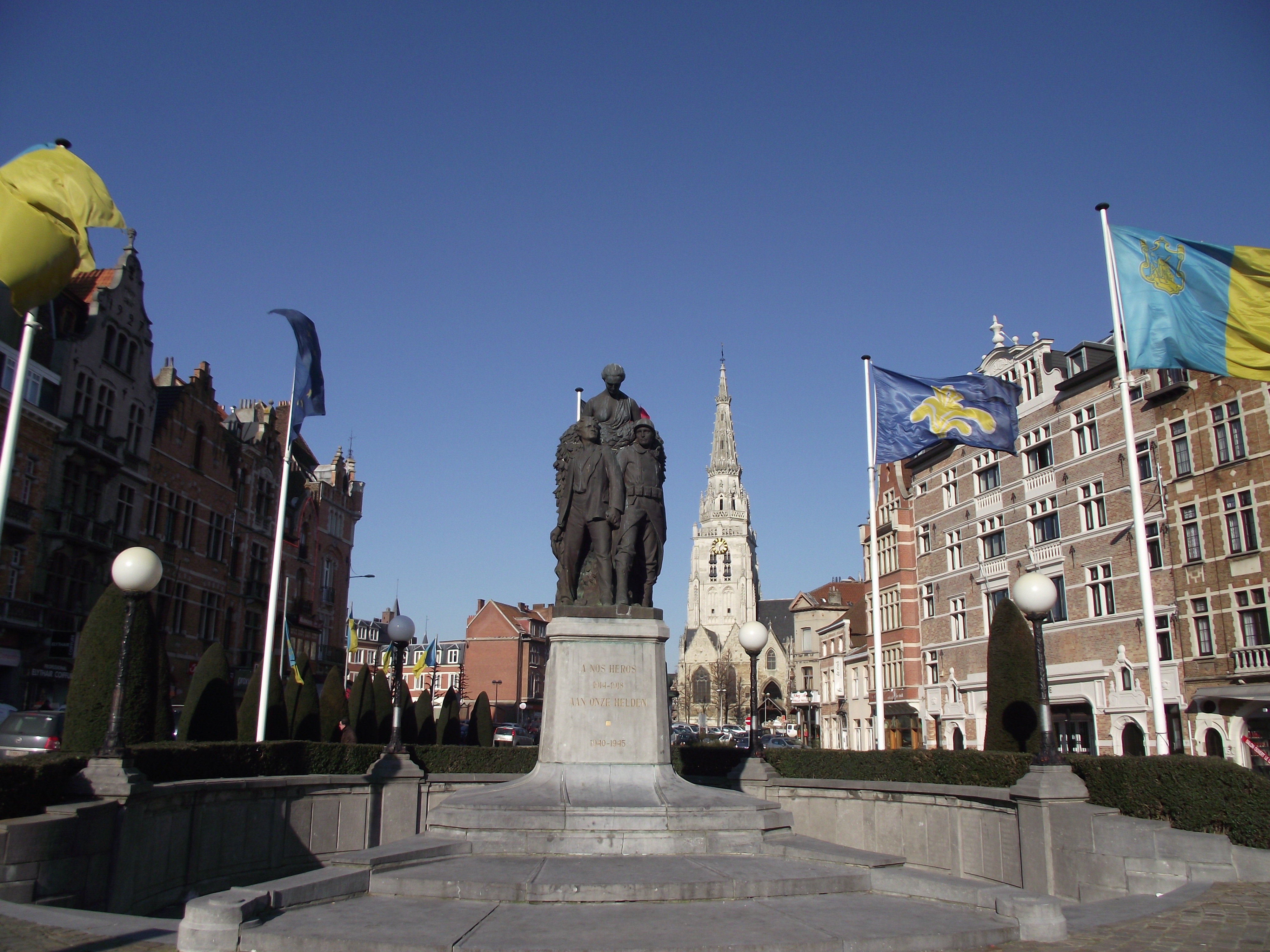
안데를레흐트

앙되를레크트(프랑스어: Anderlecht, 발음: [ɑ̃dœʁlɛkt]) 또는 안데를레흐트(네덜란드어: Anderlecht, 발음 [ˈɑndərlɛxt] ( 듣기))는 벨기에 브뤼셀 수도 지역을 구성하는 19개 지방 자치체 가운데 하나로 면적은 17.74km2, 인구는 111,279명(2013년 1월 1일 기준), 인구 밀도는 6,300명/km2이다.

시기
시 문장